# Néstor Gonçalves
Néstor Gonçalves   (Baltasar Brum, 27 d'abril de 1936 - Montevideo, 29 de desembre de 2016) fou un futbolista uruguaià de la dècada de 1960.
Fou 50 cops internacional amb la selecció de l'Uruguai.
Pel que fa a clubs, defensà els colors de Peñarol.